# Tadasuke Makino
Tadasuke Makino (牧野任祐?, Makino Tadasuke; Osaka, 28 giugno 1997) è un pilota automobilistico giapponese. Nel 2020 vince in coppia con Naoki Yamamoto il campionato Super GT.

## Carriera

### Kart
Nato a Osaka, Makino inizia la sua carriera sui kart nel 2011, dove corre fino al 2014.

### Formule minori
Makino debutta nelle monoposto nel 2015, prendendo parte al campionato di F4 giapponese, in cui termina al secondo posto conquistando 6 vittorie in 14 gare. Nella successiva stagione 2016 passa alla F3 giapponese con il team Toda Racing, con cui conquista 4 podi e il quinto posto in classifica generale.
Nel 2017 debutta nella F3 europea, con il team Hitech GP. Riesce a conquistare un podio e ottiene 57 punti in totale, che lo portano al quindicesimo posto in classifica generale.

### Formula 2
Nella stagione 2018 Makino sale di categoria, debuttando in Formula 2 con il team Russian Time. Dopo un inizio di stagione difficile in cui conquista sporadici piazzamenti a punti, riesce a vincere la sua prima gara nella categoria a Monza grazie ad un'ottima strategia, dopo essere scattato dalla quattordicesima posizione in griglia. Questa vittoria resta l'unico podio della stagione per Makino, che non va oltre il tredicesimo posto in campionato.

### Super GT
Nel 2016 esordisce nel campionato Super GT sul circuito di Buriram, in coppia con Mutoh nel team Drago Modulo Honda Racing e conquista il secondo posto. Dopo due anni di assenza Makino ritorna nel campionato, con il team Nakajima Racing in coppia con Karthikeyan, come miglior risultato ottiene un secondo posto nel Circuito di Sugo.
Nell 2020 cambia team, passa al Team Kunimitsu in coppia con Naoki Yamamoto, conquista un secondo posto sul Circuito di Suzuka e un terzo sul circuito di Motegi, nell'ultima gara sul circuito del Fuji i due piloti giapponesi vincono la gara all'ultima curva e grazie a questo risultato si laureano campioni. 
Nel 2021 la Honda conferma Makino insieme a Yamamoto ancora con il team Kunimitsu. Costretto a saltare la prima corsa della stagione fa il suo esordio stagionale al Fuji dove conclude quarto, sul Circuito di Motegi, quarta gara stagionale raggiunge con Yamamoto la vittoria.

### Super Formula
Makino nel 2019 si iscrive al campionato Super Formula con il team TCS Nakajima Racing, nella sua prima gara, al Circuito di Suzuka deve ritirarsi dopo 26 giri, nella gara successiva sul circuito di Autopolis riesce a prendere i primi punti nella categoria con un quarto posto. Nelle altre cinque gare non conquista altri punti, chiude la stagione al 16º posto.
Nella stagione seguente Makino dopo un nono e settimo posto nelle prime due gare conquista il suo primo podio nelle gare sul circuito di Autopolis. Nella prima gara sul Circuito di Suzuka, Makimo è costretto al ritiro mentre nella seconda arriva ancora a punti, chiudendo la stagione al 12º posto.

## Risultati

### Riassunto della carriera
| Stagione | Campionato                    | Team              | Gare | Vittorie | Pole | Gpv | Podi | Punti | Pos. |
| -------- | ----------------------------- | ----------------- | ---- | -------- | ---- | --- | ---- | ----- | ---- |
| 2015     | Formula 4 giapponese          | Rn-sports         | 14   | 6        | 4    | 3   | 11   | 192   | 2º   |
| 2016     | F3 giapponese                 | Toda Racing       | 17   | 0        | 1    | 0   | 4    | 41    | 5º   |
| 2016     | Gran Premio di Macao          | Toda Racing       | 2    | 0        | 0    | 0   | 0    | N.A.  | 14º  |
| 2016     | Super GT                      | Drago Modulo      | 3    | 0        | 0    | 0   | 0    | 15    | 16º  |
| 2017     | F3 europea                    | Hitech Grand Prix | 27   | 0        | 0    | 0   | 1    | 57    | 15º  |
| 2017     | Gran Premio di Macao          | Motopark          | 2    | 0        | 0    | 0   | 0    | N.A.  | 9º   |
| 2018     | Formula 2                     | Russian Time      | 24   | 1        | 0    | 0   | 1    | 48    | 13º  |
| 2019     | Super GT                      | Nakajima Racing   | 8    | 0        | 0    | 0   | 1    | 23.5  | 12°  |
| 2019     | Super Formula                 | Nakajima Racing   | 7    | 0        | 1    | 0   | 0    | 6     | 16°  |
| 2019     | Intercontinental GT Challenge | Honda             | 1    | 0        | 0    | 0   | 0    | 0     | NC   |
| 2020     | Super GT                      | Team Kunimitsu    | 8    | 1        | 0    | 0   | 3    | 69    | 1°   |
| 2020     | Super Formula                 | Nakajima Racing   | 6    | 0        | 0    | 0   | 1    | 20    | 12°  |
| 2021     | Super GT                      | Team Kunimitsu    | 3    | 1        | 0    | 0   | 1    | 37*   |      |
| 2021     | Super Formula                 | Nakajima Racing   | 3    | 0        | 0    | 0   | 0    | 12*   |      |

### Risultati in Formula 2
(legenda) (Le gare in grassetto indicano la pole position) (Le gare in corsivo indicano Gpv)
| Stagione | Team         | 1          | 2          | 3         | 4         | 5         | 6           | 7          | 8           | 9         | 10          | 11        | 12        | 13         | 14         | 15        | 16         | 17         | 18         | 19        | 20         | 21         | 22         | 23        | 24          | Pos | Punti |
| -------- | ------------ | ---------- | ---------- | --------- | --------- | --------- | ----------- | ---------- | ----------- | --------- | ----------- | --------- | --------- | ---------- | ---------- | --------- | ---------- | ---------- | ---------- | --------- | ---------- | ---------- | ---------- | --------- | ----------- | --- | ----- |
| 2018     | Russian Time | BHR FEA 19 | BHR SPR 17 | BAK FEA 9 | BAK SPR 9 | CAT FEA 9 | CAT SPR Rit | MON FEA 14 | MON SPR Rit | LEC FEA 8 | LEC SPR Rit | RBR FEA 7 | RBR SPR 6 | SIL FEA 12 | SIL SPR 11 | HUN FEA 9 | HUN SPR 12 | SPA FEA 12 | SPA SPR 11 | MNZ FEA 1 | MNZ SPR 14 | SOC FEA 10 | SOC SPR 11 | YMC FEA 9 | YMC SPR Rit | 13º | 48    |

### Risultati completi Super GT
(legenda) (Le gare in grassetto indicano la pole position) (Le gare in corsivo indicano Gpv)
| Anno | Team                      | Auto                        | Classe | 1      | 2      | 3      | 4      | 5      | 6       | 7      | 8      | Punti | Pos. |
| ---- | ------------------------- | --------------------------- | ------ | ------ | ------ | ------ | ------ | ------ | ------- | ------ | ------ | ----- | ---- |
| 2016 | Drago Modulo Honda Racing | Honda NSX-GT                | GT500  | OKA    | FUJ    | SUG    | FUJ    | SUZ    | CHA 2   | MOT 12 | MOT 15 | 15    | 16°  |
| 2019 | Nakajima Racing           | Honda NSX-GT                | GT500  | OKA 10 | FUJ 10 | SUZ 11 | CHA 10 | FUJ 10 | AUT 7   | SUG 2  | MOT 12 | 23.5  | 12°  |
| 2020 | Team Kunimitsu            | Honda NSX-GT                | GT500  | FUJ 6  | FUJ 5  | SUZ 2  | MOT 5  | FUJ 5  | SUZ Rit | MOT 3  | FUJ 1  | 69    | 1°   |
| 2021 | Team Kunimitsu            | Honda NSX-GT                | GT500  | OKA    | FUJ 4  | MOT 1  | SUZ 4  | SUG 2  | AUT 6   | MOT 12 | FUJ 14 | 57    | 4°   |
| 2022 | Team Kunimitsu            | Honda NSX-GT                | GT500  | OKA 2  | FUJ 5  | SUZ 9  | FUJ 8  | SUZ 11 | SUG 8   | AUT 2  | MOT 1  | 62    | 3°   |
| 2023 | Team Kunimitsu            | Honda NSX-GT                | GT500  | OKA 12 | FUJ 2  | SUZ 5  | FUJ 6  | SUZ 7  | SUG Rit | AUT 9  | MOT 10 | 34    | 10°  |
| 2024 | Stanley Team Kunimitsu    | Honda Civic Type R-GT GT500 | GT500  | OKA 3  | FUJ 7  | SUZ 7  | FUJ 2  | SUZ    | SUG     | AUT    | MOT    | 37*   |      |

### Risultati completi Super Formula
(legenda) (Le gare in grassetto indicano la pole position) (Le gare in corsivo indicano Gpv)
| Anno | Team                         | 1       | 2       | 3      | 4      | 5       | 6      | 7       | 8     | 9      | 10    | Punti | Pos. |
| ---- | ---------------------------- | ------- | ------- | ------ | ------ | ------- | ------ | ------- | ----- | ------ | ----- | ----- | ---- |
| 2019 | TCS Nakajima Racing          | SUZ Rit | AUT 4   | SUG 14 | FUJ 10 | MOT Rit | OKA 17 | SUZ 13  |       |        |       | 6     | 16°  |
| 2020 | TCS Nakajima Racing          | MOT 9   | OKA Rit | SUG 7  | AUT 3  | SUZ Rit | SUZ 8  | FUJ     |       |        |       | 20    | 12°  |
| 2021 | TCS Nakajima Racing          | FUJ     | SUZ     | AUT 14 | SUG 5  | MOT 7   | OKA 3  | SUZ 10  |       |        |       | 24    | 9°   |
| 2022 | DoCoMo Team Dandelion Racing | FUJ 6   | FUJ Rit | SUZ 3  | AUT 6  | SUG 4   | FUJ 5  | MOT 4   | MOT 3 | SUZ 7  | SUZ 9 | 61    | 5°   |
| 2023 | DoCoMo Team Dandelion Racing | FUJ 14  | FUJ 8   | SUZ 15 | AUT 6  | SUG 3   | FUJ 2  | MOT Rit | SUZ 4 | SUZ 10 |       | 43    | 6°   |
| 2024 | DoCoMo Team Dandelion Racing | SUZ 10  | AUT 1   | SUG 4  | FUJ 5  | MOT 1   | FUJ 4  | FUJ 3   | SUZ 3 | SUZ 8  |       | 86    | 3°   |

* Stagione in corso.